# Stanisław Litak
Stanisław Litak (ur. 23 lutego 1932 w Gliniku, zm. 23 lutego 2010 w Lublinie) – polski historyk, badacz dziejów nowożytnych.

## Życiorys
Absolwent Katolickiego Uniwersytetu Lubelskiego (1956, mgr Sieć parafialna archidiakonatu radomskiego w okresie przedrozbiorowym, promotor: Jerzy Kłoczowski). Doktorat na UMCS w 1963 (Formowania sieci parafialnej w Łukowskiem do końca XVI wieku, promotor Kazimierz Myśliński), habilitacja na Wydziale Historycznym UW w 1970 (Struktura i funkcje parafii w Polsce). Profesor nadzwyczajny – 1983, profesor zwyczajny – 1992. Od 1957 pracownik Instytutu Geografii Historycznej Kościoła w Polsce KUL. Jednocześnie od 1961 zatrudniony w Sekcji Historii KUL (emerytura – 2005). W latach 1972–1979 pełnił funkcję kierownika Katedry Historii Szkolnictwa i Wychowania na Wydziale Nauk Humanistycznych KUL oraz kierownika Sekcji Historii. 
Zajmował się geografią historyczną, historią Kościoła w czasach nowożytnych, historią szkolnictwa oraz wychowania. 
Według Macieja Sobieraja, Litak był zarejestrowany jako tajny współpracownik SB, TW „Adam”, ale rejestrację wycofano po roku jako nieudany werbunek. 

## Wybrane publikacje
- Struktura terytorialna Kościoła łacińskiego w Polsce w 1772 roku, Lublin: Towarzystwo Naukowe KUL 1980.
- Kościół łaciński w Polsce około 1772 roku: mapa, komentarz, indeks, Lublin: Redakcja Wydawnictw Katolickiego Uniwersytetu Lubelskiego – Rzym: Fundacja Jana Pawła II 1991.
- Od reformacji do oświecenia. Kościół katolicki w Polsce nowożytnej, Lublin: KUL 1994.
- Kościół łaciński w Rzeczypospolitej około 1772 roku: struktury administracyjne, Lublin: Instytut Europy Środkowo-Wschodniej 1996.
- Akta wizytacji generalnej diecezji inflanckiej i kurlandzkiej czyli piltyńskiej z 1761 roku, wydał Stanisław Litak, Toruń: TNT 1998.
- Historia wychowania, t. 1: Do Wielkiej Rewolucji Francuskiej, Kraków: WAM – Wyższa Szkoła Filozoficzno-Pedagogiczna „Ignatianum” 2004 (wyd. 2 popr. i uzup. – 2005).
- Parafie w Rzeczypospolitej w XVI-XVIII wieku: struktura, funkcje społeczno-religijne i edukacyjne, Lublin: Wydawnictwo KUL 2004.
- Atlas Kościoła łacińskiego w Rzeczypospolitej Obojga Narodów w XVIII wieku, Lublin: Towarzystwo Naukowe Katolickiego Uniwersytetu Lubelskiego Jana Pawła II 2006.
- Edukacja początkowa w polskich szkołach w XIII – XVIII wieku, Lublin: Towarzystwo Naukowe Katolickiego Uniwersytetu Lubelskiego Jana Pawła II 2010.